# Liste der Naturdenkmale in Sargenroth
Die Liste der Naturdenkmale in Sargenroth nennt die im Gemeindegebiet von Sargenroth ausgewiesenen Naturdenkmale (Stand 13. Mai 2024).

## Naturdenkmale
| Nr.         | Bezeichnung                | Lage                                                        | Beschreibung                                              | Bild                                    |
| ----------- | -------------------------- | ----------------------------------------------------------- | --------------------------------------------------------- | --------------------------------------- |
| ND-7140-095 | Felsgruppe an der Wildburg | südöstlich des Ortes, innerhalb der Burgruine Wildburg Lage | Felsformation mit Baumbestand; flächenhaftes Naturdenkmal | Direkt Bild zu diesem Denkmal hochladen |